# Oración de san Francisco

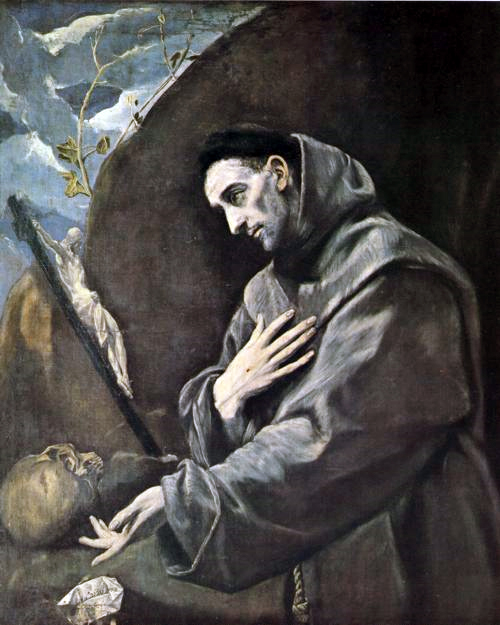
Francisco de Asís, representado por El Greco. La llamada «Oración de san Francisco» no es de su autoría, pero es reconocida mundialmente como una síntesis de su ideario.

La Oración de san Francisco de Asís, también llamada Oración simple u Oración franciscana por la paz, es un poema escrito probablemente a principios del siglo XX pero atribuido hasta fines de ese siglo al fraile italiano Francisco de Asís (1182-1226). Investigaciones posteriores realizadas por el académico francés Christian Renoux permitieron entrever los verdaderos orígenes de la oración, cuya autoría continúa siendo incierta. Con todo, la oración fue objeto de análisis y predicación por personalidades contemporáneas de variada extracción, y fue integrada en el programa de «los doce pasos» de recuperación del alcoholismo por parte de Alcohólicos Anónimos. Esta oración es hoy una de las devociones más populares dentro del cristianismo, reconocida como una síntesis —hasta el presente anónima— del ideario vivido por el «santo de Asís».

## Historia
Según un estudio del académico francés Christian Renoux, el registro más antiguo de esta oración lo constituye su aparición —como un poema anónimo— con el título Una hermosa oración para decir durante la misa (Belle prière à faire pendant la messe) en el número de diciembre de 1912, de la revista católica francesa (petite revue catholique pieuse: pequeña revista católica devota) La Clochette ('la campanilla [que toca el monaguillo en la misa]'), «boletín de la Liga de la Santa Misa», fundada en octubre de 1901 por el sacerdote y periodista normando abad Esther Auguste Bouquerel (1855-1923). Lo más probable es que él mismo fuese el autor.
En enero de 1913, el canónigo Louis Boissey (f. 1932) la publicó en los Annales de Notre Dame de Paix (Tinchebray), citando como origen La Clochette.

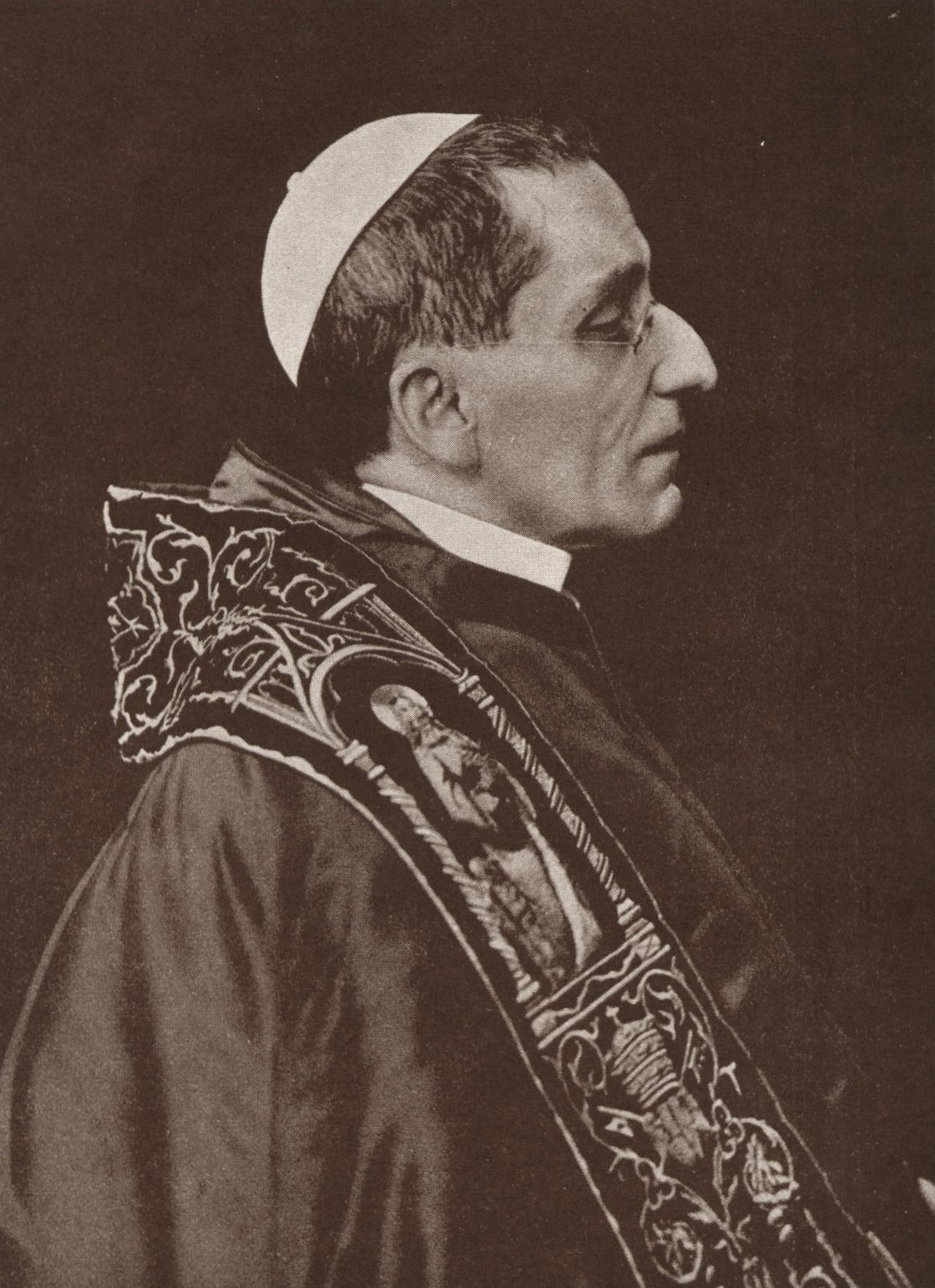
El papa Benedicto XV hizo publicar una traducción al idioma italiano de la oración en la página frontal de L’Osservatore Romano del 20 de enero de 1916.

En 1915 —ya en el transcurso de la Primera Guerra Mundial— (o en 1913), el marqués Stanislas de La Rochethulon et Grente (f. 1945), presidente de la asociación anglofrancesa Le Souvenir Normand, la publicó en su revista. Envió esta oración al papa Benedicto XV con una carta que mencionaba que se trataba de una obra de paz y justicia inspirada en el testamento de Guillermo el Conquistador, «quien es considerado el ancestro de todas las familias reales de Europa».
El papa hizo que se publicara una traducción de la oración al italiano en la página frontal de L’Osservatore Romano del 20 de enero de 1916.
El encabezado decía: «La oración de Souvenir Normand por la paz». Adjuntaba la explicación: «Souvenir Normand ha enviado al Santo Padre el texto de algunas oraciones por la paz.
Entre ellas nos complace reproducir una, dirigida especialmente al Sagrado Corazón, inspirada en el testamento de Guillermo el Conquistador. He aquí el texto, con su conmovedora sencillez».
Dos semanas después, el 3 de febrero de 1916, el diario parisino La Croix daba a conocer que el 25 de enero el cardenal Pietro Gasparri (secretario de Estado de la Santa Sede) había escrito al marqués de La Rochethulon et Grente, agradeciéndole el envío hecho a su Santidad. Tres días después, el mismo periódico tradujo el artículo del Osservatore Romano traducido al francés desde el italiano, con exactamente el mismo encabezado y explicación.
Entonces el marqués La Rochethulon escribió al periódico para aclarar que no era una oración de Souvenir Normand, pero eligió no mencionar la versión original en el boletín La Clochette, la primera publicación en la que apareció.
Tiempo después, el sacerdote capuchino Etienne de París, director de la Orden Tercera, hizo imprimir en Reims una estampa de san Francisco, con la invocación al Sagrado Corazón en su reverso. Al pie de la página subrayaba que aquella oración había sido tomada de Le Souvenir Normand y era una síntesis perfecta del ideal franciscano que había que promover en el mundo de hoy.
Los Chevaliers de la Paix (Caballeros de la paz), una organización protestante, fueron los primeros que relacionaron expresamente la oración con Francisco de Asís en 1926, en coincidencia con el 7.º centenario de la muerte del santo. Debido al hecho de que el texto encaja con la personalidad de Francisco, el poema comenzó a ser divulgado como si fuera de su autoría.
Christian Renoux registra como primera traducción al inglés conocida la versión aparecida en 1936 en Living Courageously, un libro de Kirby Page (1890-1957), ministro perteneciente a los discípulos de Cristo, pacifista, escritor y editor de The World Tomorrow (ciudad de Nueva York). Page atribuía claramente el texto a Francisco de Asís. Sin embargo, existiría otra traducción previa de la oración en inglés publicada en la revista cuáquera Friends' Intelligencer de Filadelfia en enero de 1929, que habría tenido una difusión menor, y en la que también se atribuía la autoría a San Francisco de Asís. La difusión masiva se produjo por obra del cardenal Francis Spellman, arzobispo de Nueva York, y otros norteamericanos que distribuyeron millones de copias de la oración durante la Segunda Guerra Mundial e inmediatamente después. El 1 de febrero de 1946, el senador estadounidense Albert Wahl Hawkes la presentó al Senado de Washington, definiéndola como una «Oración de san Francisco» y precisando equivocadamente que fue escrita en 1226. Desde entonces todos los textos atribuyeron la oración al «santo de Asís». 
En Italia, la oración se popularizó gracias al pacifista Giuseppe Giovanni Lanza del Vasto.

## Christian Renoux y el origen de la oración
El francés Christian Renoux fue responsable de rastrear y descubrir los verdaderos orígenes de la oración. Renoux fue miembro de la Escuela francesa de Roma (1992-1995), doctor en Historia moderna en la Universidad de París I (1996), licenciado en Teología católica en la Universidad de Estrasburgo. Desde 1998, Renoux fue profesor asociado de Historia moderna en la Universidad de Orleans, donde también enseñó Historia de la religión e Historia de la no violencia. Es de notar que la investigación de Renoux fue publicada en una editorial de extracción franciscana, que avaló así implícitamente los aportes de este investigador y pacifista francés. Por otra parte, el propio «Directorio Franciscano» no presenta la oración atribuyendo su autoría al santo de Asís, sino que la titula «Oración franciscana por la paz», así llamada por reflejar el espíritu de esa congregación.

## La oración en el presente

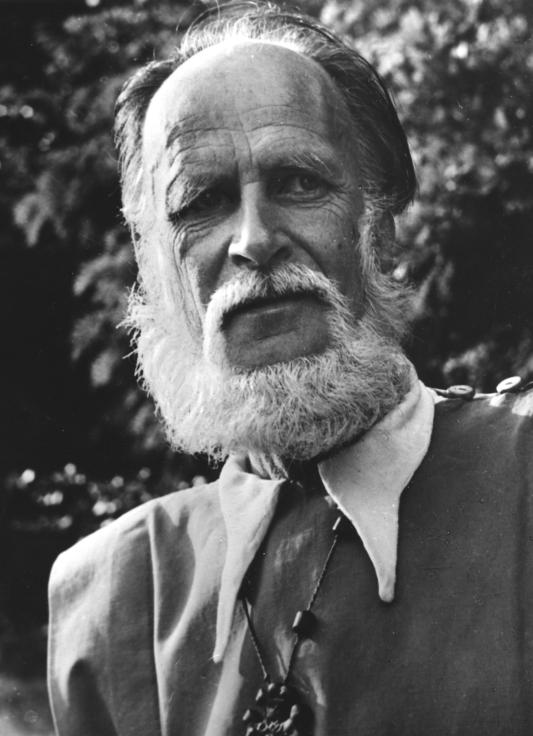
Giuseppe Lanza del Vasto, filósofo, poeta, activista de la no violencia, fue uno de los grandes difusores de la «Oración de san Francisco».

Hoy en día hay cerca de 100 versiones diferentes en francés del texto de la oración, y muchas más versiones en inglés. La oración fue musicalizada por más de un centenar de compositores diferentes. Fue citada por decenas de personalidades, incluyendo el papa Juan Pablo II —quien se la dirigió al primer ministro y a los miembros del Parlamento australiano— la princesa Diana de Gales, y Dom Hélder Câmara. La Madre Teresa de Calcuta usó esa oración para enseñar a rezar a las monjas de su congregación. Además, fue comentada por varios autores como Giuseppe Lanza del Vasto y el ex fraile brasileño Leonardo Boff. Indira Gandhi se refirió a ella como la «hermosa y querida oración de San Francisco». La oración está integrada en el programa de «los doce pasos» de recuperación del alcoholismo por parte de Alcohólicos Anónimos.

## Estructura de la «Oración de san Francisco»
La primera versión de la oración se encontró en la revista parisina La Clochette (n.º 12, diciembre de 1912, pág. 285) en idioma francés:

Seigneur, faites de moi un instrument de votre paix.
Là où il y a de la haine, que je mette l’amour.
Là où il y a l’offense, que je mette le pardon.
Là où il y a la discorde, que je mette l’union.
Là où il y a l’erreur, que je mette la vérité.
Là où il y a le doute, que je mette la foi.
Là où il y a le désespoir, que je mette l’espérance.
Là où il y a les ténèbres, que je mette votre lumière.
Là où il y a la tristesse, que je mette la joie.
Ô Maître, que je ne cherche pas tant à être consolé qu’à consoler,
à être compris qu’à comprendre,
à être aimé qu’à aimer,
car c’est en donnant qu’on reçoit,
c’est en s’oubliant qu’on trouve,
c’est en pardonnant qu’on est pardonné,
c’est en mourant qu’on ressuscite à l’éternelle vie.
Una traducción de la oración al idioma español es la siguiente:
Señor, haz de mí un instrumento de tu paz:
donde haya odio, ponga yo amor,
donde haya ofensa, ponga yo perdón,
donde haya discordia, ponga yo unión,
donde haya error, ponga yo verdad,
donde haya duda, ponga yo la fe,
donde haya desesperación, ponga yo esperanza,
donde haya tinieblas, ponga yo tu luz,
donde haya tristeza, ponga yo alegría.
Oh Maestro, que no busque yo tanto
ser consolado como consolar,
ser comprendido como comprender,
ser amado como amar.
Porque dando se recibe,
olvidando se encuentra,
perdonando se es perdonado,
y muriendo se resucita a la vida eterna.